# Higuchi Kenji
Higuchi Kenji (樋口 健二 (Thông Khẩu Kiện Nhị)) là giáo sư môn nhiếp ảnh tại nhiều học viện ở Tokyo, và là huấn luyện viên ở Viện Nhiếp ảnh Nhật Bản (日本写真芸術専門学校 Nihon Shashin Geijutsu Senmon Gakkō).
Ông là con trai trưởng của một nông dân. Năm 24 tuổi ông bắt đầu chụp ảnh sau khi được xem các tấm hình chụp chống chiến tranh nổi tiếng của Robert Capa. Các hình chụp của Higuchi chủ yếu mô tả những người và các tình huống liên quan tới các vấn đề hạt nhân, và ông đã đoạt Giải Tương lai phi hạt nhân.